# Jacque Vaughn
Jacque T. Vaughn (Los Angeles, 11 de fevereiro de 1975) é um ex-jogador e atual treinador norte-americano de basquete profissional.

## Carreira como jogador

### Ensino médio
Natural de Pasadena, Califórnia, Vaughn frequentou a John Muir High School e se tornou o melhor jogador do ensino médio nessa área desde Stacey Augmon. Vaughn se destacou dentro e fora da quadra e em seu último ano foi classificado como o 7º melhor recrutas do ensino médio no país e o 2º melhor armador na classe de 1993 atrás do melhor jogador do país naquele ano, Randy Livingston. Ao longo da temporada, Vaughn teve médias de mais de 21 pontos e 19 assistências, além de acumular seis triplos-duplos. Ele encerrou sua temporada especial com uma seleção para participar do prestigiado McDonald's All-American Game, onde deu show, marcando apenas 6 pontos, mas acumulando 13 assistências.
Depois de considerar Georgetown, Indiana, UNLV, Arizona e UCLA, Vaughn decidiu jogar sob o comando do técnico Roy Williams na Universidade do Kansas.
No último ano do ensino médio em 1992, Vaughn foi premiado com o Dial Award como o Melhor Atleta Masculino do ensino médio do país, tornando-se o primeiro jogador de basquete a ganhar esse prêmio.

### Universidade
Em sua carreira universitária, Vaughn se tornou o armador inicial como calouro. Entre seus destaques do primeiro ano estavam ganhar o prêmio de MVP no NIT de 1993 no Madison Square Garden e acertar uma cesta de três pontos na prorrogação para vencer Indiana em um jogo no início da temporada no Allen Fieldhouse.
Ao longo de seus quatro anos no Kansas, Vaughn era conhecido como um bom distribuidor e defensor eficaz com grande velocidade e consciência de quadra. No final de sua carreira universitária, ele era o líder de todos os tempos em assistências na universidade com 804 no total.
Sua camisa da universidade foi aposentada em 31 de dezembro de 2002 e está pendurada nas vigas de Allen Fieldhouse.

### Profissional
Em 1997, Vaughn foi selecionado pelo Utah Jazz como a 27º escolha geral no draft da NBA de 1997. Além de jogar quatro temporadas em Utah, Vaughn também jogou pelo Orlando Magic, Atlanta Hawks (em duas passagens), New Jersey Nets e San Antonio Spurs. Ele jogou em 64 jogos no campeão da NBA, San Antonio Spurs, durante a temporada de 2006-07 e terminou sua carreira se aposentando após a temporada de 2008-09. Ao longo de sua carreira, ele teve médias de 4,5 pontos e 2,5 assistências.

## Estatísticas da carreira como jogador

### Temporada regular
| Ano      | Equipe      | PJ  | PT  | MPJ  | AP   | 3P    | LL   | RT  | AS  | BR | TO | PPJ |
| -------- | ----------- | --- | --- | ---- | ---- | ----- | ---- | --- | --- | -- | -- | --- |
| 1997–98  | Utah        | 45  | 0   | 9.3  | .361 | .375  | .706 | .8  | 1.9 | .2 | .0 | 3.1 |
| 1998–99  | Utah        | 19  | 0   | 4.6  | .367 | .250  | .833 | .6  | .6  | .3 | .0 | 2.3 |
| 1999–00  | Utah        | 78  | 0   | 11.3 | .416 | .412  | .750 | .8  | 1.6 | .4 | .0 | 3.7 |
| 2000–01  | Utah        | 82  | 0   | 19.8 | .433 | .385  | .780 | 1.8 | 3.9 | .6 | .0 | 6.1 |
| 2001–02  | Atlanta     | 82  | 16  | 22.6 | .470 | .444  | .825 | 2.0 | 4.3 | .8 | .0 | 6.6 |
| 2002–03  | Orlando     | 80  | 48  | 21.1 | .448 | .235  | .776 | 1.5 | 2.9 | .8 | .0 | 5.9 |
| 2003–04  | Atlanta     | 71  | 6   | 17.9 | .386 | .150  | .779 | 1.6 | 2.7 | .6 | .0 | 3.8 |
| 2004–05  | New Jersey  | 71  | 34  | 19.9 | .449 | .333  | .835 | 1.5 | 1.9 | .6 | .0 | 5.3 |
| 2005–06  | New Jersey  | 80  | 6   | 15.4 | .437 | .167  | .728 | 1.1 | 1.5 | .5 | .0 | 3.4 |
| 2006–07† | San Antonio | 64  | 4   | 11.9 | .425 | .500  | .754 | 1.1 | 2.0 | .4 | .0 | 3.0 |
| 2007–08  | San Antonio | 74  | 9   | 15.4 | .428 | .300  | .763 | 1.0 | 2.1 | .3 | .0 | 4.1 |
| 2008–09  | San Antonio | 30  | 0   | 9.7  | .320 | 1.000 | .889 | .7  | 1.8 | .2 | .0 | 2.2 |
| Carreira | Carreira    | 776 | 123 | 14.9 | .411 | .379  | .784 | 1.2 | 2.2 | .4 | .0 | 4.1 |

### Playoffs
| Ano      | Equipe      | PJ | PT | MPJ  | AP   | 3P    | LL    | RT  | AS  | BR | TO | PPJ |
| -------- | ----------- | -- | -- | ---- | ---- | ----- | ----- | --- | --- | -- | -- | --- |
| 1998     | Utah        | 7  | 0  | 3.4  | .200 | .500  | 1.000 | .4  | .6  | .0 | .0 | 1.0 |
| 1999     | Utah        | 2  | 0  | 3.0  | .500 | 1.000 | —     | .0  | 1.0 | .0 | .0 | 1.5 |
| 2000     | Utah        | 7  | 0  | 9.6  | .357 | .500  | .875  | 1.7 | 1.6 | .6 | .1 | 4.0 |
| 2001     | Utah        | 5  | 0  | 11.4 | .100 | .500  | —     | .4  | 1.6 | .0 | .2 | .6  |
| 2003     | Orlando     | 7  | 6  | 18.7 | .364 | .000  | .769  | .9  | 3.6 | .6 | .1 | 4.9 |
| 2006     | New Jersey  | 11 | 0  | 14.5 | .364 | .000  | .571  | 1.0 | 1.1 | .2 | .0 | 2.5 |
| 2007†    | San Antonio | 20 | 0  | 10.4 | .400 | —     | .500  | .5  | 1.4 | .2 | .0 | 2.2 |
| 2008     | San Antonio | 14 | 0  | 6.5  | .273 | .000  | —     | .6  | .6  | .1 | .0 | .9  |
| 2009     | San Antonio | 2  | 0  | 10.5 | .400 | —     | .500  | .0  | 2.0 | .5 | .0 | 3.5 |
| Carreira | Carreira    | 75 | 6  | 9.7  | .328 | .357  | .702  | .6  | 1.5 | .2 | .0 | 2.3 |

## Carreira como treinador
Vaughn foi assistente técnico do San Antonio Spurs de 2010 a 2012. Em 28 de julho de 2012, Vaughn foi nomeado o novo treinador do Orlando Magic. Em 5 de fevereiro de 2015, ele foi demitido pelo Magic tendo um recorde de 58-158.
Vaughn passou a temporada de 2015-16 trabalhando como olheiro para os Spurs. Ele foi contratado como o principal assistente técnico de Kenny Atkinson no Brooklyn Nets antes da temporada de 2016-17 e foi promovido a uma posição interina de treinador em março de 2020. Em 3 de setembro de 2020, os Nets contrataram Steve Nash como treinador, enquanto Vaughn retornou ao seu cargo como assistente técnico.
Em 1º de novembro de 2022, Vaughn foi nomeado treinador interino depois da demissão de Steve Nash. Em 9 de novembro, ele foi anunciado como treinador permanente.

## Registro como treinador
| Temporada regular | Temporada regular | Temporada regular | Temporada regular | Temporada regular | Temporada regular | Temporada regular          | Playoffs | Playoffs | Playoffs | Playoffs | Playoffs                  |
| Time              | Ano               | J                 | V                 | D                 | %                 | Classificação              | J        | V        | D        | %        | Resultado final           |
| ----------------- | ----------------- | ----------------- | ----------------- | ----------------- | ----------------- | -------------------------- | -------- | -------- | -------- | -------- | ------------------------- |
| Orlando           | 2012–13           | 82                | 20                | 62                | .244              | 5º na Divisão Sudeste      | —        | —        | —        | —        | Não foi para os playoffs  |
| Orlando           | 2013–14           | 82                | 23                | 59                | .280              | 5º na Divisão Sudeste      | —        | —        | —        | —        | Não foi para os playoffs  |
| Orlando           | 2014–15           | 52                | 15                | 37                | .288              | (Demitido)                 | —        | —        | —        | —        | —                         |
| Brooklyn          | 2019–20           | 10                | 7                 | 3                 | .700              | 4º na Divisão do Atlântico | 4        | 0        | 4        | .000     | Perdeu na primeira rodada |
| Carreira          | Carreira          | 226               | 65                | 161               | .378              | Carreira                   | 4        | 0        | 4        | .000     |                           |